# Yasuko Kawanami
Yasuko Kawanami was een schaatsster uit Japan. 

## Resultaten

### Wereldkampioenschappen
| Jaar | Jaar     | Plaats    | Resultaten  | Resultaten                               |
| ---- | -------- | --------- | ----------- | ---------------------------------------- |
| 1936 | Allround | Stockholm | 8e Allround | 14e 500 m 12e 1000 m 8e 1500 m 5e 3000 m |

### Japanse kampioenschappen
| Jaar | Resultaten |
| ---- | ---------- |
| 1938 | Allround   |
| 1940 | Allround   |

## Persoonlijke records
| Afstand    | Tijd     | Datum           | Baan      |
| ---------- | -------- | --------------- | --------- |
| 500 meter  | 1.00,40  | 1 februari 1936 | Stockholm |
| 1000 meter | 2.02,30  | 18 januari 1936 | Oslo      |
| 1500 meter | 3.08,40  | 18 januari 1936 | Oslo      |
| 3000 meter | 6.35,40  | 1 februari 1936 | Stockholm |
| 5000 meter | 10.07,40 | 5 februari 1939 | Shenyang  |